# Sidney van den Bergh
Sidney van den Bergh (ur. 20 maja 1929 w Wassenaar) – kanadyjski astronom.

## Życiorys
W latach 1947–1948 studiował na Universiteit Leiden, potem przeniósł się na Princeton University. Po studiach pracował na Ohio State University, a następnie na Uniwersytecie Toronto. Prowadził badania w David Dunlap Observatory, odkrył m.in. galaktykę Andromeda II. Katalogował również gromady otwarte i mgławice refleksyjne.
W roku 1990 otrzymał nagrodę Henry Norris Russell Lectureship przyznaną przez American Astronomical Society. W 2008 roku został uhonorowany Bruce Medal. Planetoida (4230) van den Bergh została nazwana jego imieniem.